# Janne Ahonen
Janne Petteri Ahonen (11. května 1977, Lahti, Finsko) je finský skokan na lyžích, který soutěžil v letech 1992 – 2010.
O skoky na lyžích se začal zajímat v 7 letech. Jeho hrdiny se stali slavní skokani 80. let Matti Nykänen a Jens Weissflog. V okolí Lahti, kde se narodil a vyrůstal, byl vždy dostatek tréninkových center i sněhu, takže se mohl zdokonalovat téměř bez omezení. V 15 letech se stal členem finského národního týmu a zúčastnil se svého prvního závodu ve Světovém poháru. V roce 1993 vyhrál v 16 letech a 7 měsících svůj první závod Světového poháru v Engelbergu. Už tehdy bylo jasné, že svět má před sebou výjimečného skokana.
Je považován za jednoho z nejlepších a nejúspěšnějších skokanů všech dob. Je na prvním místě historických tabulek v počtu umístění na stupních vítězů (108) a čtvrtý dle počtu vítězství závodu světového poháru (36), za Matti Nykänenem (46), Gregorem Schlierenzauerem (40) a Adamem Małyszem (39). Jeho další úspěchy jsou z Mistrovství světa v roce 1997 (střední můstek) a 2005 (velký můstek), první místo ve Světovém poháru v letech 2003-2004 a 2004-2005. V sezoně 2004/2005 byl pak Ahonen prakticky k neporažení. Vyhrál 13 z 26 závodů Světového poháru. Je rekordmanem v počtu vítězství na Turné čtyř můstků – vyhrál v letech 1999, 2003, 2005, 2006 a 2008 a překonal tak předchozí čtyři výhry Jense Weissfloga. Zajímavé je, že Ahonen vyhrál v roce 1999 turné bez jediné výhry v jednom ze čtyř dílčích závodů.
Ahonenovy další medaile z Mistrovství světa zahrnují bronz v individuálním závodě na středním můstku (2005), bronz v individuálním závodě na velkém můstku (2001), stříbro z týmové soutěže na středním můstku (2001), a zlato a stříbro v týmové soutěži na velkém můstku (zlato: 1995, 1997, 2003, stříbro: 2001, 2005).
Nicméně jeho největším snem bylo získat medaili na olympiádě. První šanci dostal v roce 1998 v Naganu, kde mu jen o kousek unikl bronz. O čtyři roky později v roce 2002 v americkém Salt Lake City se mu stala ta samá věc.
Jeho velkým koníčkem jsou závody dragsterů, protáhlých automobilových speciálů s ohromným zrychlením.
Janne Ahonen měří 182 cm a váží 67 kg. Od roku 2004 je ženatý, a s manželkou Tiijou mají dva syny: Miko Rudolf (*2001), a Milo Petteri (*2008).
26. března 2008 oznámil konec své sportovní kariéry.
Ahonenova kariéra oficiálně skončila v Lahti dne 9. července v přátelské soutěži na můstku HS 97. Přítomna byla celá řada jeho bývalých konkurentů, polský Adam Małysz, Němci Martin Schmitt a Georg Späth, rakouští Andreas Goldberger a Andreas Widhölzl, norští Ljøkelsøy a Bjørn Einar-Romøren, Japonec Noriaki Kasai, Švýcar Andreas Kuettel a finští kolegové Tami Kiuru, Matti Hautamäki, Janne Happonen, Veli-Matti Lindström, Kimmo Yliriesto, Pasi Ahonen, Ville Larinto a Ville Kantee. Ahonen ukončil kariéru dalším vítězstvím, s nejdelšími skoky v obou kolech i přesto, že již déle jak tři měsíce nestál na můstku. Adam Małysz dokončil druhý a Georg Späth třetí.
V březnu 2009 ohlásil návrat na můstky v olympijské sezoně 2009/2010.